# 닉 랜드
닉 랜드(Nick Land, 1962년 3월 14일 ~ )는 가속주의 이념을 대중화한 것으로 가장 잘 알려진 영국의 철학자이다. 그의 작업은 사변적 실재론의 발전과 연관되어 있으며, 정통 학술 문학의 형식적 관습에서 벗어나 비정통적이고 난해한 영향을 통합한다. 그의 글 중 상당수는 2011년 선집 Fanged Noumena에 수록되었다.
1990년대에 랜드는 워릭 대학교에서 랜드와 사이버페미니스트 철학자 세이디 플랜트가 공동 설립한 "이론-픽션" 집단인 사이버네틱스 문화 연구단 (CCRU)과 밀접하게 연관되어 있었다. 이 시기에 랜드는 탈구조주의 이론과 좌익 사상가들인 바타유, 마르크스, 들뢰즈 & 가타리뿐만 아니라 SF, 레이브 문화, 오컬트에서 영감을 받았다. 그는 또한 자신의 현실을 가져오는 밈적 아이디어를 지칭하는 용어인 하이퍼스티션을 만들었다.
랜드는 1998년 워릭에서 사임했다. 암페타민 남용 기간 이후, 그는 2000년대 초에 쇠약을 겪고 대중의 시야에서 사라졌다. 이후 그는 중국으로 이주하여 정치적 우익의 인물로 재부상했으며, 반동적 운동으로 알려진 암흑 계몽주의의 기초 사상가가 되었다. 그의 관련 저술은 반평등주의 및 반민주주의 사상을 탐구했다.

## 생애
랜드는 1987년 에식스 대학교에서 데이비드 패럴 크렐의 지도 아래 하이데거의 1953년 에세이 Die Sprache im Gedicht에 대한 논문으로 박사 학위를 취득했으며, 이 에세이는 게오르크 트라클의 작품에 관한 것이다. 그는 1987년부터 1998년 사임할 때까지 워릭 대학교에서 대륙 철학 강사로 일했다. 1992년 그는 The Thirst for Annihilation: Georges Bataille and Virulent Nihilism을 출판했다. 랜드는 CCRU와 함께 활동했던 1990년대에 특히 많은 짧은 글들을 출판했다. 이 기사들의 대부분은 2011년에 출판된 회고집 Fanged Noumena에 수록되었다.
워릭에서 랜드와 세이디 플랜트는 사이버네틱스 문화 연구단 (CCRU)을 공동 설립했는데, 이 단체는 철학자 그레이엄 하먼이 "미래주의, 기술과학, 철학, 신비주의, 수비학, 복잡계 이론, SF 등 다양한 출처를 융합하여 개념 생산을 실험한 다양한 사상가 집단"이라고 묘사한 학제 간 연구 그룹이다. 워릭에서 활동하는 동안 랜드는 사이버 문화 컨퍼런스 시리즈인 가상 미래에 참여했다. 가상 미래 96은 "탈분야적 행사"이자 "포스트휴머니티 컨퍼런스"로 광고되었다. 로빈 매케이에 따르면, 한 세션에서 닉 랜드가 "바닥에 누워 마이크에 꽥꽥거리는" 동안, 매케이는 배경에서 정글 레코드를 틀었다. 그는 또한 일부 박사 과정 학생들의 논문 지도 교수였다. 그의 사임 이후, CCRU는 그의 리더십 아래 계속 모임을 가졌다. 2000년대 초, 랜드는 "광적인" 암페타민 남용 기간 후에 쇠약을 겪고 대중의 시야에서 사라졌다.
랜드는 2017년 3월까지 뉴 센터 포 리서치 & 프랙티스(New Centre for Research & Practice)에서 가르쳤는데, 당시 센터는 랜드가 "올해 무슬림과 이민자들에 대한 편협한 의견을 표명하는 여러 트윗을 올린 후" 그와의 관계를 종료했다.
2017년 기준, 랜드는 상하이에 거주했다.

## 개념 및 영향

### 초기 작품
랜드의 작품은 가속주의의 정치 철학에 영향을 미쳤다. 랜드는 자본주의를 근대성과 탈영토화의 동인으로 보고, 기존 사회 시스템을 해체하고 기술적 특이점에 도달하기 위해 이를 활용해야 한다고 주장한다. CCRU의 다른 구성원들과 함께 랜드는 오컬트, 사이버네틱스, SF, 탈구조주의 철학에서 아이디어를 엮어 기술자본주의적 가속 현상을 묘사하려고 했다.
랜드는 초자연 현상과 과도함을 의미하는 합성어인 하이퍼스티션(hyperstition)이라는 용어를 만들어 "허구와 기술 사이에서 균형을 이루는" 것을 묘사했다. 랜드에 따르면, 하이퍼스티션은 아이디어 그 자체의 존재로 인해 자신만의 현실을 만들어내는 아이디어이다.

### 후기 작품
랜드는 평등주의와 민주주의에 반대하는 암흑 계몽주의 (신반동주의 운동이라고도 불리며 NRx로 약칭)에 기여했다. 기자 딜런 매튜스에 따르면, 랜드는 민주주의가 책임과 자유를 제한한다고 믿는다. 그의 암흑 계몽주의 작업은 또한 그의 가속주의에 기여한다. 그는 민주적이고 평등주의적인 정책들이 가속과 기술자본주의적 특이점을 늦출 뿐이라고 본다. 따라서 그는 장기적인 기술 발전을 추구하기 위해 자본주의적 군주제를 선호하며, 민주주의는 단기적인 공공 이익에만 집중한다고 간주한다. 슈자 하이더는 "그의 원칙을 정립하는 일련의 에세이들이 NRx 정전의 기초가 되었다"고 언급한다.
그의 글은 또한 과학적 인종주의와 우생학 또는 그가 "하이퍼 인종주의"라고 부르는 주제를 다루었다. 2016년 말부터 그는 대안우파의 영감으로 점점 더 인정받고 있다. 랜드는 NRx가 운동이라는 주장을 반박하며, 대안우파와 NRx를 구별되는 것으로 정의한다.

## 평가 및 영향
영국 문화 이론가이자 랜드의 제자였던 마크 피셔는 2011년에 랜드의 가장 큰 영향이 철학보다는 음악과 예술에 미쳤다고 주장했다. 음악가 코드9, 예술가 제이크 채프먼 등은 랜드에게서 배웠거나 그의 영향을 받았다고 말한다. 채프먼은 랜드의 "기술주의"를 강조했다. 피셔는 특히 1990년대 랜드의 성격이 고도 에슌이 "즉각적으로 개방적이고 평등주의적이며 학술적 관습에 전혀 영향을 받지 않는" 방식으로 "이론을 지정학적-역사적 서사시"로 극화할 수 있었던 것이 그의 작품과 상호작용하는 사람들에게 변화를 촉발할 수 있었음을 강조한다. 피셔는 또한 랜드가 진보적 경향을 자극하고, 반동주의와 미래주의를 혼합하며, 그의 글쓰기 방식에 있어서 "우리 시대의 니체"였다고 썼다. 그는 또한 랜드의 좌익 학계에 대한 공격을 칭찬하면서도 들뢰즈와 가타리의 자본주의에 대한 견해를 해석하는 방식에 대해서는 이의를 제기했다.
역시 워릭 대학교 출신인 허무주의 철학자 레이 브라시에는 2017년에 "닉 랜드가 20년 전 '정치는 죽었다'고 주장하던 것에서 완전히 구식적이고 표준적인 반동주의적 내용으로 변했다"고 말했다.

## 저서
- Heidegger's 'Die Sprache im Gedicht' and the Cultivation of the Grapheme 보관됨 31 10월 2020 - 웨이백 머신 (PhD Thesis, University of Essex, 1987).
- The Thirst For Annihilation: Georges Bataille and Virulent Nihilism (An Essay in Atheistic Religion) (London and New York: Routledge, 1992).
- Machinic Postmodernism: Complexity, Technics and Regulation (with 키스 앤셀-피어슨 & 조지프 A. 매카헤리) (SAGE Publications, 1996).
- The Shanghai World Expo Guide 2010 (China Intercontinental Press, 2010).
- Shanghai Basics (China Intercontinental Press, 2010).
- Land, Nick (2011).  Mackay, Robin; Brassier, Ray, 편집. 《Fanged Noumena: Collected Writings 1987-2007》. London: Urbanomic. ISBN 978-0955308789.
- Calendric Dominion (Urbanatomy Electronic, 2013).
- Suspended Animation (Urbanatomy Electronic, 2013).
- Fission (Urbanomic, 2014).
- Templexity: Disordered Loops through Shanghai Time (Urbanatomy Electronic, 2014).
- Phyl-Undhu: Abstract Horror, Exterminator (Time Spiral Press, 2014).
- Shanghai Times (Urbanatomy Electronic, 2014) ASIN B00IGKZPBA.
- Dragon Tales: Glimpses of Chinese Culture (Urbanatomy Electronic, 2014) ASIN B00JNDHBGQ.
- Xinjiang Horizons (Urbanatomy Electronic, 2014) ASIN B00JNDHDVY.
- Chasm (Time Spiral Press, 2015) ASIN B019HBZ2Q4.
- The Dark Enlightenment (Imperium Press, 2022) ISBN  978-1922602688.
- Xenosystems (Passage Publishing, 2024) ASIN B0D8MNTVHY
- Urban Future (Noumena Institute, 2025) ISBN 978-1922602688.
- Outsideness: 2013–2023 (Noumena Institute, 2025) ISBN 978-0646712703.